# Upplands runinskrifter 406
Upplands runinskrifter 406 är ett vikingatida runstensfragment av röd sandsten som hittades i Sigtuna. Stenen är 18,5 gånger 11 centimeter stort. Fragmentet finns på Torekällbergets friluftsmuseum i Södertälje. Det skänktes till museet av Johan Axel Nordenfalk, vars far Johan Nordenfalk hade hopbringat en samling av fornfynd på andra hälften av 1800-talet.

## Inskriften
Translitterering av runraden:
...r · (s)...